# Nestor und Quest
Nestor und Quest (Originaltitel: World of Quest) ist eine kanadische Zeichentrickserie, die zwischen 2008 und 2009 produziert wurde. Die Handlung basiert dabei auf der gleichnamigen Graphic-Novel-Reihe von Jason T. Kruse.

## Handlung
Prinz Nestor und sein Knappe Quest, der auch gleichzeitig sein Kumpel ist, erleben zusammen viele Abenteuer und versuchen stets ihr Königreich zu verteidigen. So wurde der König und die Königin von Lord Spite gefangen genommen und die beiden versuchen sie wieder zu befreien. Dabei geraten sie oft in gefährliche Situationen, aus welchen sie sich aber mit etwas Verstand und Humor befreien können. Dabei werden einige Aspekte des Fantasie-Gernes parodiert.

## Produktion und Veröffentlichung
Die Serie wurde zwischen 2008 und 2009 von Cookie Jar Entertainment in Kanada produziert. Dabei sind 2 Staffeln mit insgesamt 26 Doppelfolgen und einer Specialfolge entstanden.
Die deutsche Erstausstrahlung fand am 7. Juni 2009 auf kabel eins statt. Weitere Wiederholungen im deutschsprachigen Fernsehen erfolgten ebenfalls auf Disney XD.

## Synchronisation
Die deutsche Bearbeitung der Serie übernahm die Synchronfirma Film- & Fernseh-Synchron in München. Dialogregie führte Stefan Kolo,
die deutschen Dialogbücher erstellte Stefan Sidak.

## Episodenliste

### Staffel 1
| Folge (gesamt) | Folge (Staffel) | Part | deutscher Titel                    | deutsche Erstausstrahlung | Originaltitel                   |
| 1              | 01              | a    | Das Abenteuer beginnt              | 07.06.2009                | The Quest Begins                |
| 1              | 01              | b    | Die nicht so tolle Flucht          | 16.03.2010                | Not So Great Escape             |
| 2              | 02              | a    | Steine weisen den Weg              | 14.06.2009                | Between A Rock And A Hard Place |
| 2              | 02              | b    | Die Karte führt zum Dolch          | 18.03.2010                | Bottom’s Up                     |
| 3              | 03              | a    | Die Zauberin Anna Maht             | 21.06.2009                | Where There’s A Way             |
| 3              | 03              | b    | Wenn Way weg ist                   | 22.05.2010                | Where There’s A Way             |
| 4              | 04              | a    | Croc-A-Doodle-Doo                  | 28.06.2009                | Croc-A-Doodle-Doo               |
| 4              | 04              | b    | Der Kampf um das Feuerschwert      | 23.03.2010                | Tournament Of Punishment        |
| 5              | 05              | a    | Ein Prophet, der nichts nutzt      | 05.07.2009                | No Prophet, No Gain             |
| 5              | 05              | b    | Anna vor Gericht                   | 25.03.2010                | The Trial Of Anna Maht          |
| 6              | 06              | a    | Von Felsen verspottet              | 12.07.2009                | Death By Mockery                |
| 6              | 06              | b    | Lanze, die wandelnde Eiterbeule    | 11.04.2010                | Lanze The Boil                  |
| 7              | 07              | a    | Steinprinz Nestor                  | 19.07.2009                | Rolling Nestor Gathers No Moss  |
| 7              | 07              | b    | Mini Quest                         | 30.03.2010                | Mini Quest                      |
| 8              | 08              | a    | In die Irre geführt                | 26.07.2009                | In Search Of The Royal Family   |
| 8              | 08              | b    | Im Reich der Riesenwürmer          | 02.02.2010                | As The Superworm Turns          |
| 9              | 09              | a    | Der Untergang von Odyssia – Teil 1 | 30.07.2009                | Fall Of Odyssia Part 1          |
| 9              | 09              | b    | Der Untergang von Odyssia – Teil 2 | 01.02.2010                | Fall Of Odyssia Part 2          |
| 10             | 10              | a    | Versteckte Hinweise                | 04.08.2009                | Rash To Judgement               |
| 10             | 10              | b    | Das Erntefest                      | 04.02.2010                | Harvest Day                     |
| 11             | 11              | a    | Geheimnisvolle Beute               | 16.08.2009                | Left Holding The Bag            |
| 11             | 11              | b    | König Graer                        | 07.02.2010                | War Of The Griffins             |
| 12             | 12              | a    | Alte Rivalen                       | 06.08.2009                | Night Of The Hunter             |
| 12             | 12              | b    | Unverhofft kommt oft               | 09.02.2010                | World Of Carney                 |
| 13             | 13              | a    | Die Suche nach der Macht – Teil 1  | 30.08.2009                | Search For Power – Part 1       |
| 13             | 13              | b    | Die Suche nach der Macht – Teil 2  | 11.02.2010                | Search For Power – Part 2       |

### Staffel 2
| Folge (gesamt) | Folge (Staffel) | Part | deutscher Titel             | deutsche Erstausstrahlung | Originaltitel                    |
| 14             | 01              | a    | Besuch bei Deceit           | 06.09.2009                | Search For Deceit                |
| 14             | 01              | b    | Wo ist mein Zahn?           | 14.02.2010                | Mystical Tooth Fairy             |
| 15             | 02              | a    | Robin Hood von Odyssia      | 09.09.2009                | Robin Hood Of Odyssia            |
| 15             | 02              | b    | Barry der Barde             | 16.02.2010                | The Tell Tale Teller             |
| 16             | 03              | a    | Abstecher ins Hochland      | 07.09.2009                | The Crusades                     |
| 16             | 03              | b    | Küss’ den Troll             | 18.02.2010                | Little Troll Down The Lane       |
| 17             | 04              | a    | Doppelter Quest             | 08.09.2009                | Mirror Quest                     |
| 17             | 04              | b    | Vom Affen Gebissen          | 21.02.2010                | Leaper Island                    |
| 18             | 05              | a    | Was hat Grear da gegessen?  | 04.09.2009                | Musta Been Something Grear Ate   |
| 18             | 05              | b    | Die große Steckrübenkrise   | 23.02.2010                | The Great Rutabaga Depression    |
| 19             | 06              | a    | Was ist denn mit Gatling?   | 10.09.2009                | There Is Something About Gatling |
| 19             | 06              | b    | Bürgermeister Nestor        | 25.02.2010                | The Tow                          |
| 20             | 07              | a    | Katastrophenhilfe           | 27.10.2009                | Katastrophic Storm               |
| 20             | 07              | b    | Welt unter Wasser           | 28.02.2010                | World Of Water                   |
| 21             | 08              | a    | Graer lässt Federn          | 28.10.2009                | Molting Graer                    |
| 21             | 08              | b    | Ich bin du, und du bist ich | 02.03.2010                | The Body Switch                  |
| 22             | 09              | a    | Reingelegt                  | 29.10.2009                | Guardian Match                   |
| 22             | 09              | b    | Das Ei                      | 04.03.2010                | No Way Out                       |
| 23             | 10              | a    | Supernestor                 | 16.09.2009                | Happy Birthday Nestor            |
| 23             | 10              | b    | Die Abkürzung               | 08.03.2010                | Take A Chance                    |
| 24             | 11              | a    | Festival der Hexen          | 31.10.2009                | Witches Of Odyssia               |
| 24             | 11              | b    | Das Grünzeug greift an      | 09.03.2010                | War Of The Vegivours             |
| 25             | 12              | a    | Gefälschter Graer           | 18.09.2009                | Bizarro Graer                    |
| 25             | 12              | b    | Unerwartete Hilfe           | 11.03.2010                | Unlikely Alliance                |
| 26             | 13              | a    | Vertauschter Prinz          | 01.11.2009                | The Prince And The Taupere       |
| 26             | 13              | b    | Gefangen im Berg            | 15.05.2010                | Strange Bedfellows               |

## Auszeichnungen
2009 wurde die Serie von der Canadian Film and Television Production Association für die Kategorie Best Children's and Youth Programme or Series nominiert.